# Conseil supérieur de la magistrature (Bénin)
Pour les autres articles nationaux ou selon les autres juridictions, voir Conseil supérieur de la magistrature.
 (avril 2022).
Si vous disposez d'ouvrages ou d'articles de référence ou si vous connaissez des sites web de qualité traitant du thème abordé ici, merci de compléter l'article en donnant les références utiles à sa vérifiabilité et en les liant à la section « Notes et références ».
Le Conseil supérieur de la magistrature (CSM) au Bénin a pour rôle de garantir l’indépendance des magistrats de l’ordre judiciaire par rapport au pouvoir exécutif. Son fonctionnement est fixé institué par le Titre VI de la constitution du Bénin.

## Composition
Le conseil est constitué des membres suivants : 
- le président de la République, président ;
- le garde des Sceaux, ministre de la Justice, vice-président ;
- le président de la Chambre judiciaire de la Cour suprême ;
- le président de la Chambre administrative de la Cour suprême ;
- le président de la Cour d'appel ;
- une personnalité étrangère à la magistrature connue pour ses qualités intellectuelles et morales ;
- un magistrat d'ordre judiciaire.